# Ferula cupularis
Ferula cupularis là một loài thực vật có hoa trong họ Hoa tán. Loài này được (Boiss.) Spalik & S.R.Downie mô tả khoa học đầu tiên năm 2008.